# حسين عبد الرحمن الأغبري
حسين عبد الرحمن عبد القادر الأغبري وزير وسياسي يمني، من مواليد محافظة تعز 1956، يشغل منصب وزير الإدارة المحلية حاليا في حكومة معين عبدالملك منذ 18 ديسمبر 2020.

## المؤهلات العلمية
- ليسانس آداب- قسم علم الاجتماع - جامعة الإسكندرية في مصر عام 1983.

## المناصب التي تولاها
- مدير عام الدراسات والبحوث في الوزارة.
- مستشار الوزير لشؤون مشروع المعوقين.

| المناصب السياسية            | المناصب السياسية                               | المناصب السياسية |
| --------------------------- | ---------------------------------------------- | ---------------- |
| سبقه عبد الرقيب فتح الأسودي | وزير الإدارة المحلية 18 ديسمبر 2020 - حتى الآن | تبعه -           |